# كين يياغر
كين يياغر (بالإنجليزية: Ken Yeager)‏ هو سياسي أمريكي، ولد في 12 ديسمبر 1952. حزبياً، نشط في الحزب الديمقراطي.